# Nástup kapitalismu v Rusku

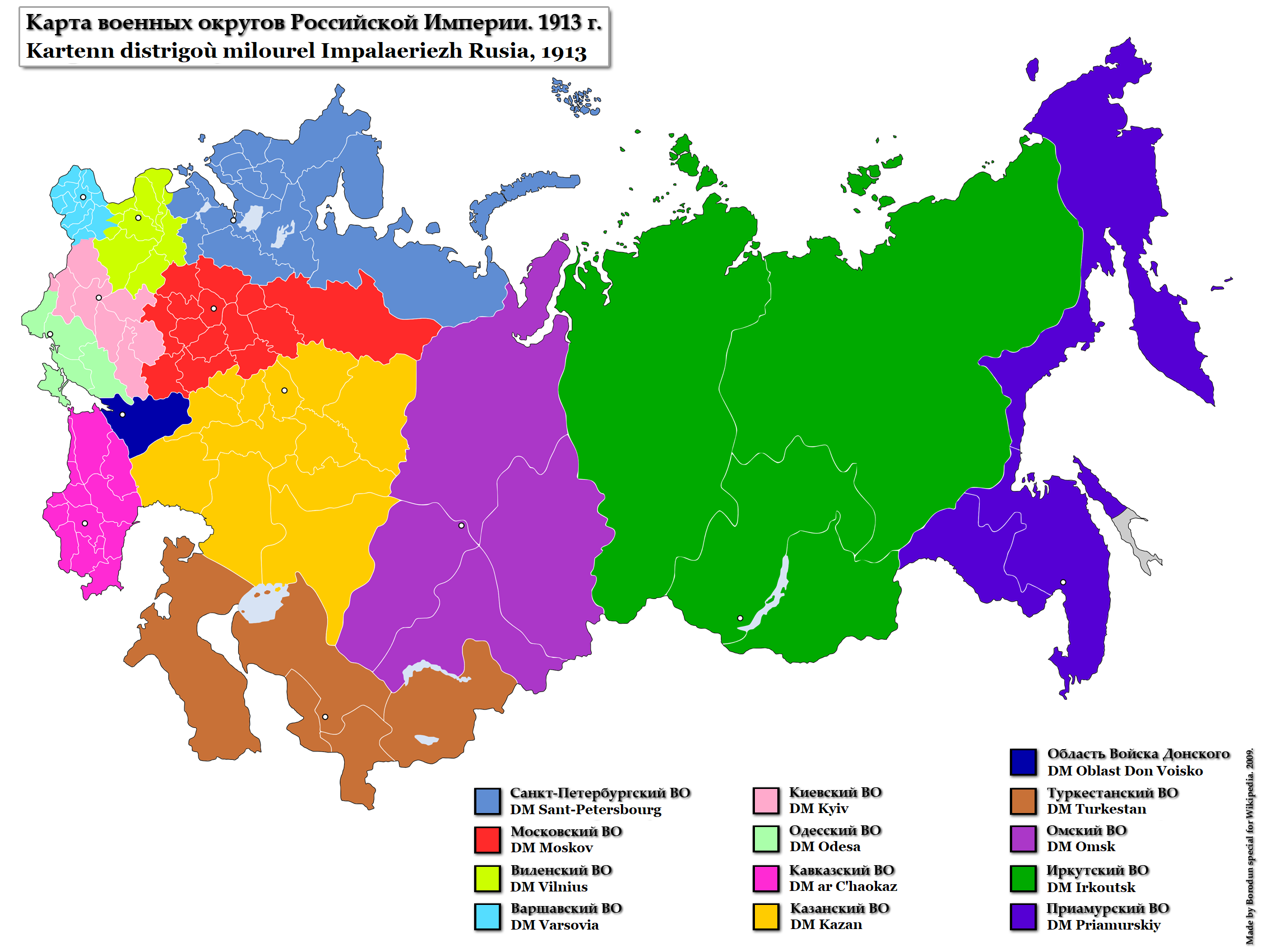
Ruské impérium v roce 1913

Na konci 19. století se v Ruském impériu začíná projevovat průmyslová revoluce, avšak impérium se blížilo ke svému zániku. Od zrušení nevolnictví v roce 1861 k Velké říjnové socialistické revoluci v roce 1917, která byla vyvrcholením celé řady nepokojů v Rusku, z nichž na počátku stála zejména krvavá neděle, uplynulo 56 let. V tomto období se Rusko se značným zpožděním přizpůsobovalo částečně některým změnám, ale nebylo schopno se při tom vyrovnat se společenskými změnami z toho plynoucími. Ruští carové se zhlédli v imperiální politice a jediným řešením v průběhu vývoje byl dle nich absolutismus a další expanze. Tím se postupně stalo Rusko obrem na hliněných nohách. Podstatné změny impéria před jeho zánikem ve druhé polovině 19. století proběhly za vlády posledních carů ruské dynastie Romanovců.

## Hospodářství

### Rozpočet, statistika a měrná soustava
V druhé polovině 19. století se Impérium potřebovalo přiblížit standardům, které se prosazovaly v Evropě. V roce 1862 byl poprvé sestaven a zveřejněn státní rozpočet, což bylo v samoděržaví něco zcela neočekávaného a nového. V závěru 19. století v roce 1897 vstoupila za ministra financí S. J. Witteho v platnost peněžní reforma a byl stanoven zlatý základ rublu. Pro pochopení složitosti je třeba vzít do úvahy mimo historických a geografických údajů i údaje statistické. V roce 1897 bylo provedeno první a jediné sčítání lidu, (bez Finska, Chivy a Buchary), které je uloženo v 89 svazcích, které nám dávají přehled o tehdejší společenské a hospodářské situaci. Tento statistický přehled se připravoval více než dvacet let a byl proveden ve čtrnácti kategoriích (především mateřský jazyk, vyznání, stavovská příslušnost, povolání, vzdělání) rozšířené o doplňující otázky, které se týkaly např. vojenské služby nebo gramotnosti. Ke všem údajům v každé statistice je třeba přistupovat kriticky a výsledky hodnotit s přihlédnutím historickým okolnostem jejího vzniku. U údajů, jako třeba délky železnic nebo výroba železa jde nepochybně o věrohodná data, i když se např. v kvalitě mohou lišit od současného hodnocení. V závěru 19. století se ve společnosti dostávala do popředí potřeba určitých společenských změn. Také posuzovat ekonomické hodnoty uváděné v historické měně a s velkým časovým odstupem je vždy problematické. Pro lepší pochopení a orientaci u ekonomických údajů z tehdejších časů je vhodné proto použít některé nadčasové údaje, které jsou nezpochybnitelné. Např. hodnota jednoho rublu při zavedení měnové reformy v roce 1897 byla 0,77 gramů zlata a průměrný roční plat dělníka v té době činil 200 rublů. To také umožňuje dobré srovnání se situací v jiných zemích. Řada statistických údajů bývá posuzována i z ideologických pozic, (např. V. I. Lenin v rozsáhlém díle Vývoj kapitalismu v Rusku), avšak v těchto případech nelze opominout politický postoj autorů. Při studiu údajů je třeba také mít na zřeteli, že v Rusku platila ruská měrná soustava, která byla schválena v roce 1899 a která platila až do zavedení metrické soustavy po revoluci. Tato měrná soustava je při hodnocení informací vždy projevem tehdejšího ruského specifika. Problematiku ruského hospodářství ilustruje pozice armády. Ruské Impérium bylo militaristický stát a provozovalo expanzivní politiku, při níž anektovalo celou řadu území. Význam armády nejlépe podtrhuje početní stav vojska v míru a za války a  porovnání těchto údajů s ostatními velmocemi v roce 1897. Význam armády podtrhuje i podíl nákladů, které byly na ní vynakládány .
| stát             | stav v míru | stav v případě války | podíl nákladů z DPH |
| Rusko            | 946         | 2 728                | 7,71                |
| Francie          | 552         | 2 006                | 1,82                |
| Německo          | 521         | 2 370                | 2,7                 |
| Rakousko-Uhersko | 317         | 1 159                | 2,31                |

Jak armáda, tak loďstvo, byly do jisté míry mnohonárodním tělesem  Postupně si vývoj vynutil některé změny. Řadoví vojáci byli převážně z řad nevzdělaných rolníků, důstojníci byli mnohonárodní elitou. Koncem 1874 byla vojenská služba upravena a zkrácena z délky 20 let na 6 až 7 let a záloha upravena na 8 až 9 let. Příslušníci neruských národů (jinorodci) byly ovšem povinné vojenské branné povinnosti zproštěni, což bylo s ohledem na to, že Rusů bylo pouze 44,4%,obyvatelstva a s Ukrajinou a Bělorusy 66,8% obyvatelstva vážný probléme. Impérium se také muselo vyrovnat s nedostatkem kvalifikovaných důstojníků a tak vedle vojenských učilišť a akademie byl zřízena vojenská gymnázia. V rozpočtu byly na armádu vydávány vždy značné prostředky, (např. v roce 1857 byl podíl rozpočtu na armádu 35,2%). Ovšem ani armáda nezabezpečovala však v impériu soudržnost. Vzhledem ke svému imperiálnímu charakteru nebyl však jiný etnický původ nebo náboženství u důstojnictva problémem.

### Složení obyvatel a gramotnost společnosti
Sociální strukturu obyvatelstva ovlivnilo zrušení nevolnictví kvůli potřebě přizpůsobit impérium k celkovým společenským a ekonomickým potřebám průmyslové revoluce. Tyto změny však probíhaly pozvolna, teprve v roce 1861, tedy po šesti letech od nástupu Alexandrem II. na carský trůn, dochází k jeho zrušení, avšak i tento krok se realizuje pozvolna a tato změna v porovnáním s ostatními evropskými státy se uskutečňuje se značným zpožděním. Např. v českých zemích Rakouska-Uherska dochází ke zrušení nevolnictví patentem Josefa II. o 80 let dříve již v roce 1781.  Rusko se celospolečenským změnám spojenými s nástupem průmyslové revoluce  přizpůsobovalo pozvolna až do 1. světové války. Také k zefektivnění státní správy, tedy k částečné liberalizaci ruského samoděržaví, dochází pozvolna a s celou řadou komplikací. V roce 1861 došlo ke zrovnoprávnění 23 milionů nevolníků, kteří se postupně začali stěhovat do měst, avšak proti změnám v Evropě se zde projevila celá řada zpoždění. Celková situace vedla k tomu, že docházelo k odchodu značné řady lidí do měst a tak se města koncem století podstatně rozrůstala a venkov se zmenšoval. Na konci století počet obyvatel v Petrohradě vzrostl o 1 140 tis. obyvatel, v Moskvě o 825 tis. obyvatel. Ale také v neruských městech se počet obyvatel zvýšil, ve Varšavě o 598 tis. obyvatel nebo v Rize o 252 tis. obyvatel.  V tabulce jsou uvedena  města u nichž počet obyvatel překročil limit 100 tisíc obyvatel. Je pochopitelné, že tak rychlý nárůst obyvatelstva měst se projevil i bytových podmínkách. Tento pohyb se projevil ve všech společenských vrstvách, začala se formovat dělnické třída a zmenšil se počet pracovníků v zemědělství.
|   | město     | konec 19. století |  |    | město   | konec 19. století |
| 1 | Petrohrad | 1 440 000         |  | 7  | Riga    | 282 000           |
| 2 | Moskva    | 1 175 000         |  | 8  | Baku    | 202 000           |
| 3 | Varšava   | 712 000           |  | 9  | Charkov | 174 000           |
| 4 | Oděsa     | 404 000           |  | 10 | Tbilisy | 160 000           |
| 5 | Kyjev     | 333 000           |  | 11 | Taškent | 157 000           |
| 6 | Lodž      | 314 000           |  | 12 | Vilnius | 154 000           |

Gramotnost společnosti byla na nízké úrovni. Ve statistice se uvádí, že u obyvatel starších 10 let pouze 27,9% obyvatel umělo číst a pouze více než 1,5% osob nad 10 let chodilo do vyšších než základních škol. Vysokoškolské vzdělání však měly dobrou úroveň. V Rusku bylo 10 universit - v Petrohradě, Moskvě, Kyjevě, Charkově, Oděse, Kazani, Varšavě, Tomsku, Saratově a v Dorpatu (estonská universita Tartu). Na univerzitách bylo 450 učitelů, přičemž asi 100 míst bylo pravidelně neobsazeno, dále 164 mimořádných profesorů a asi 680 soukromých docentů. University byly občas na semestr uzavírány v případech, když tam byly stávky a demonstrace a odpor proti samoděržaví. Na universitách byly převážně studenti z středních a chudých vrstev, bylo více i rolníků než šlechty. Pro šlechtice, právníky a další obory byly speciální školy. Na obou typech škol bylo asi 30 až 35 tisíc studentů.

### Uzemní organizace
Přehled gubernií naleznete v článku Seznam gubernií Ruského impéria.
V roce 1917, kdy Ruské impérium na svém vrcholu zaniklo, existovalo 78 gubernií, z nichž 25 připadlo Polsku, Finsku a Pobaltí. Gubernie podávaly pravidelně ročně správu o situaci v guberniích, které mohly být vyhodnocovány porovnáním s důvěrnou zprávou Ochranky. Impérium se postupně rozrostlo o Polsko, pobaltské země, Ukrajinu nebo o Finsko či Krym. Expanze zvětšily také impérium např. o Gruzii, o pozemky ve střední Asii, jižní Kavkaz a či dálný východ. Jejich počet se neustále zvětšoval a Rusko se dostalo i na území severní Ameriky a obsadilo Aljašku. Zde však narazilo na vysoké náklady a tak nakonec od tohoto kroku  expanze zde ustoupilo a v roce 1867 prodalo Aljašku USA za 7,2 milionu dolarů (5 centů za hektar). Důvody prodeje bylo jasné, finanční náklady byly vysoké a ruské vedení si uvědomovalo, že  Aljaška je dlouhodobě kvůli své vzdálenosti neudržitelná.
Se zrušením nevolnictví bylo také potřeba změnit správu impéria. Proto byl v roce 1864  vydán zákon o gubernských a újezdních zemských institucích -  zemstev, což byly volené nestavovské zastupitelské sbory, zemstva byly samosprávnými  orgány, které postupně ovlivňovaly politické poměry v impériu. Pozice zemstev však byla omezená, což podtrhuje například ta skutečnost, že jednou za rok měly právo se sejít se zástupci státních úřadů a radit se s nimi o politice státu. Časem se však zemstva počala spojovat a vymykat centrálnímu řízení a proto v roce1903 byl vydán zákaz přímých vztahů mezi jednotlivými zemstvy. V roce 1904 byl sjezd zemstev u příležitosti zemské reformy a po ní dal car příslib na da další reformy, avšak vydal zemstvům zákaz zabývat se politickými otázkami. Proto se zemstva starala zejména o řešení lokálních problémů jako byly školy, nemocnice, chudobince a problémy místní dopravy. Největšího úspěchu dosahoval zemstva ve školství. Například v roce 1880 bylo celkem 23 000 základních škol, z toho 9 100 bylo zřízeno zemstvy, v roce 1911 počet škol vzrostl na 89 718 a z toho školy zařízených zemstvy bylo 27 944.

## Hospodářství
Se zrušením nevolnictví v roce 1861 dochází k celé řadě změn a tuto událost lze pokládat s nástupem průmyslové revoluce za zahájení kapitalismu v Rusku. 

### Průmyslová revoluce
Jako průmyslová revoluce se označuje přechod od ruční výroby v manufakturách k tovární výrobě, tedy k zásadní dělbě práce a její specializaci (technologické a organizační změny) s využitím energií, zejména uhlí a páry a elektřiny. Tyto změny v hospodářství, které se projevily růstem obchodu, vznikem a růstem měst a pohybem obyvatelstva, probíhaly postupně v 18. do 19. století, jsou tak chápány změny k nimž došlo ve výrobě, těžbě surovin, dopravě a zemědělství a v dalších hospodářských sektorech. Ve výrobním procesu dochází k přechodu od ruční výroby v manufakturách k tovární a strojní velkovýrobě za pomoci nových zdrojů energie (tehdy především uhlí), tím dochází k vzrůstající dělbě práce a specializaci (dále industrializaci). Klíčovou roli sehrál parní stroj, nová výroba železa, a vývoj obráběcích strojů, zejména pro textilní průmysl, který byl na čele technologických a organizačních změn. V tomto období nelze však pominout změny v zemědělství. Průmysl na počátku 20. století i přes svůj rychlý vývoj situaci ve společnosti ovlivňoval pouze v menší míře. Počet nájemních pracovníků byl pouze 13 - 14 miliónů, z toho v průmyslu jich pracovalo pouze 2,8 milionu. Přesto růst průmysl v ruské společnosti byl po zrušení nevolnictví značný, což je zřejmé z následujících ukazatelů:
|                    | 1880  | 1900  | 1913    |
| obyvatestvo v mil, | 97,7  | 132,9 | 170,9   |
| výroba oceli       | 200,8 | 986,3 | 2 200,1 |
| výroba železa      | 27,4  | 179,1 | 283,0   |
| těžba nafty        | 0,0   | 631,1 | 561,3   |
| dělka železnic     | 22,9  | 53,2  | 70,2    |
| vývoz v mil. rublů | 498,7 | 716,2 | 1 520,1 |

Průmyslová revoluce vedla k nebývalému růstu populace, masivní urbanizaci a vzniku nových velkých měst. Obrovské množství migrantů přešlo z venkovských komunit do městských oblastí. Probíhající vývoj se projevuje na struktuře obyvatelstva. Na přelomu století bylo v Rusku 13 až 13 milionů dělníků. Jejich pracovní podmínky nebyly nikterak příznivé. Pracovní doba byla upravena zákonem a nesměla překročit denně 11,5 hodiny, u dětí mezi 12 a 15 lety maximálně 8 hodin a 3 hodiny na školní docházku. Podmínky byla nepříznivější než např. Německu, avšak v Rusku byl větší počet různých svátků. Zákon zakazoval vytváření dělnických organizací, stávky byly pokládány za zločin a bylo za ně možné uložit až 4 měsíce vězení, jejich organizátorům pak trest až 8 měsíců. Přesto se tyto poměry přes určitou snahu nedařilo vyřešit a např. v roce 1903 bylo ve stávce až 200 tis. lidí. Dynamiku vývoje ilustruje např. to, že jen v letech 1894 až 1900 v metalurgickém průmyslu bylo založeno dalších 445 nových podniků. Textilní průmysl činil 26,1%, potravinářský průmysl vzrostl na 24,1% a hutnický průmysl činil 21,8%. Rozvoj průmyslu se projevuje v koncentraci obyvatel ve městech. Tato města se nacházela na celé řadě obchodních tras a koncentrace obyvatelstva ovlivnila jejich urbanistiku.

### Zemědělství

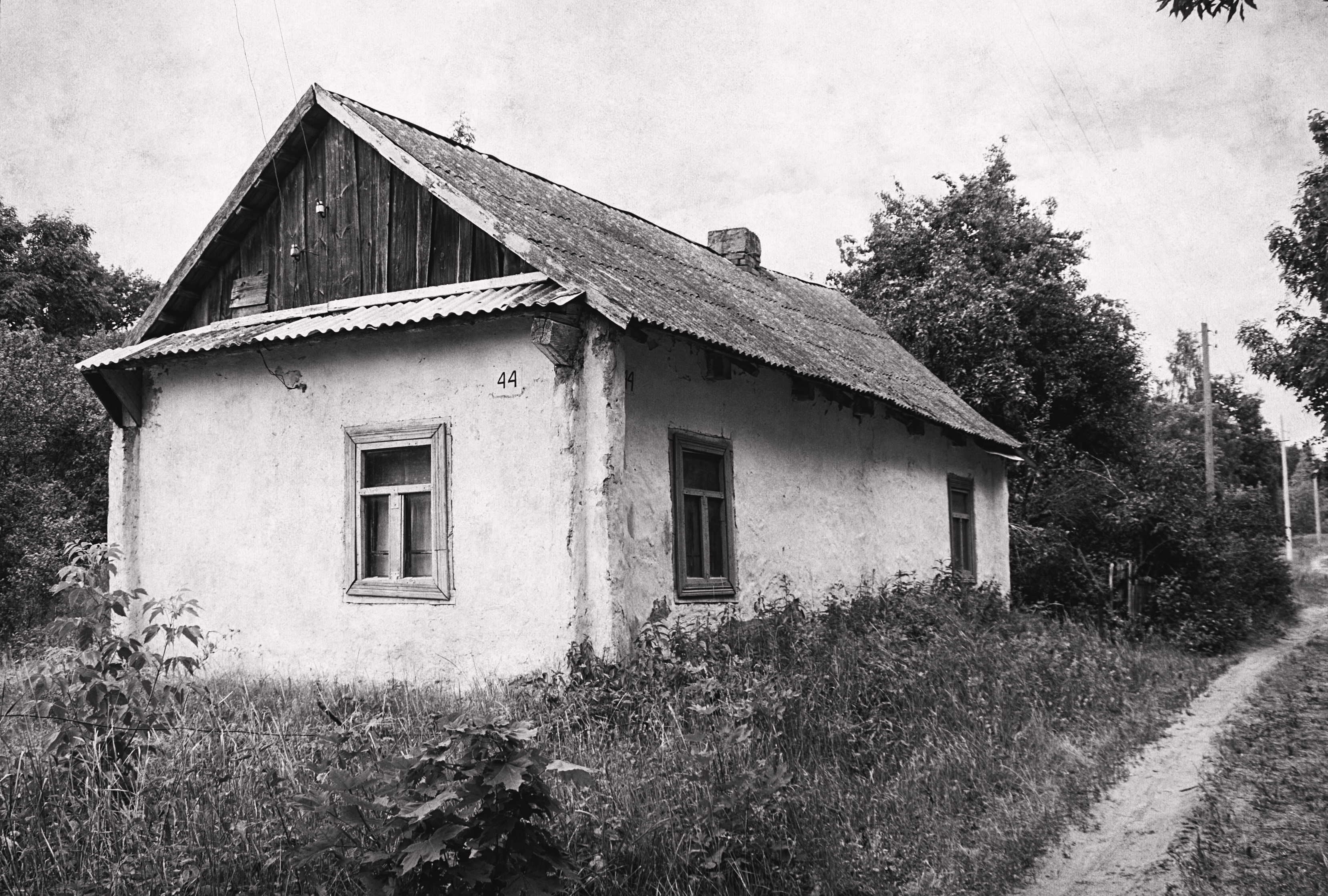
Domek na Volze

Rusko byla agrárním státem. Pro své velké černozemní pozemky se oblast Povolží nazývala obilní sýpkou Evropy. V Evropské části Ruska připadalo na jednoho rolníka 2,8 ha půdy, zatím co ve Francii to byly 2 ha a v Německu 1,8 ha půdy. V Rusku byl však značně primitivní způsob hospodaření. Třetina rolníků neměla ani vlastního koně a úroda byla čtyřikrát až pětkrát nižší než jinde v Evropě. Při hodnocení společenské situace je třeba vzít od úvahy, že v zemědělství bylo zaměstnána převážná část obyvatelstva a úroveň jejich života nebyla příznivá. Rolníci tvořili největší vrstvu obyvatel, která činila 77,1%. Zemědělská situace však v Rusku neutěšená a Rusko byla známo neúrodou a svými hladomory. Při boji proti útisku a spatným životním podmínkám docházelo k častým k častým bouřím. Jen v letech 1845 -až 1854 došlo k 348 bouřím.

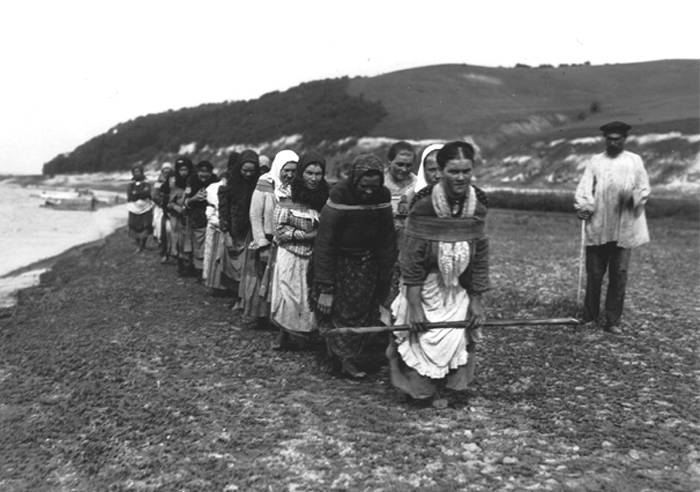
Burlaci - tažení vorů na Volze ženami

Také například v roce 1891 kdy v černozemních guberniích byla velká neúroda, zde řádil  hladomor. Protože v letech 1897 a 1901 byla velice situace nepříznivá a byla špatná úroda, tak v roce 1902 byla založena Zvláštní rady pro otázky venkova v čele s S. J. Wittem.  Na venkově žili v té době lidé pouze v jednoduchých stavbách o rozměrech 6 x 9 aršínů (1 aršín byl 71,12 cm), tedy plocha byla  cca 38,4 m2 žily rodiny až o 15 lidech. Výška staveb byla 1 sah (2,1336 m). V bytě byla hliněná podlaha, topilo se v pecích. Střechy byly ze slámy a docházelo často k požárům. V domcích žila ale i domácí zvířata (kozy, ovce, prasata a zimě někdy i krávy). Životnost staveb byla 15 až 20 let. Situace venkova se částečně lišila podle gubernií. Přes své neutěšené podmínky Rusko však své obilí vyváželo aby se vyrovnalo se svou finanční krizi a tento vývoz se postupně zvětšoval. V letech 1881-1885 byl průměrný vývoz 80 milionů pudů, o 20 let později 301 miliónů pudů obilí (1pud = 16,38046 kg). Se zrušením nevolnictví byla proběhla také v roce 1861 pozemková reforma. Rolníkům byla povinně přidělena půda dohodou dle předepsané normy. Situace v celém impériu nebyla jednotná. Například v západních oblastech Ruska neexistovalo nevolnictví dávno před jeho oficiálním zrušením v roce 1861, tamní rolníci hospodařili na soukromé půdě a nebyly zde obščiny, tedy pozemky patřící obci, pospolitosti nebo komunitě. Ve středním Rusku byla situace stále spjata s minulostí. Zdejší rolnictvo bylo hluboce zakořeněné v nevolnickém systému a těžko se přizpůsobovalo požadavkům doby na větší flexibilitu a inovace v zemědělské oblasti. Stále zde dominovala obščina a postoje k soukromému vlastnictví půdy byly spíše negativní. Při pozemkové reformě se půda rolníkovi stala majetkem teprve po jejím uhrazení a její přijetí bylo možné odmítnout až po devíti letech. Celá reforma probíhala postupně a s problémy. Výkup pozemků proto mohl proběhnout splátkami rozpočítanými až na 49 let.

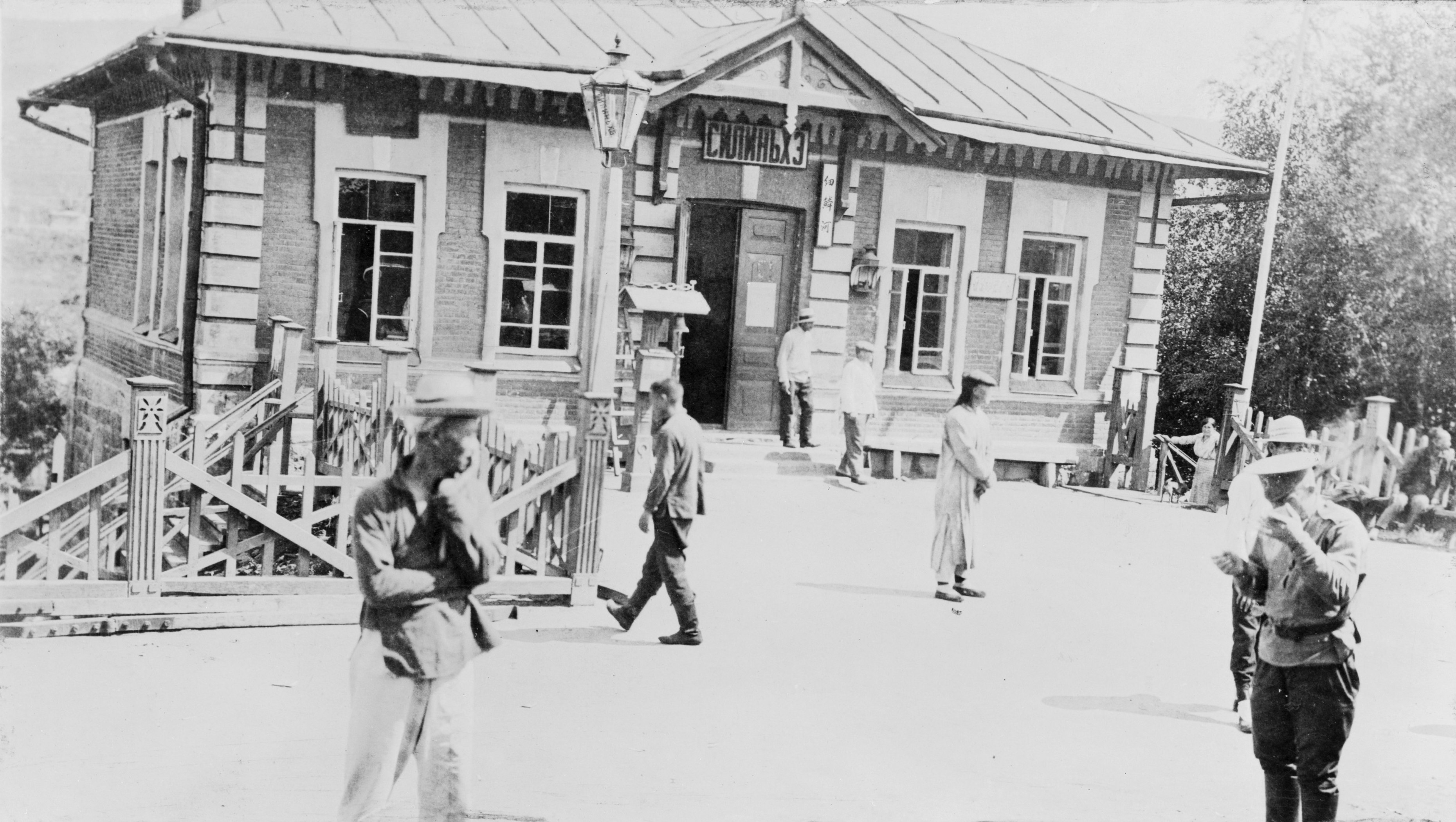
Transsibiřská magistrála - zastávka v roce 1913

### Doprava, obchod

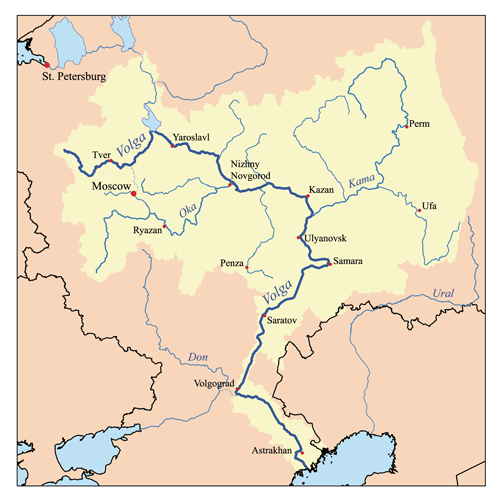
Volha - vodní dopravní cesta

Obchod Ruska byl na nízké úrovni, jeho obchodní cesty teprve čekaly na rozsáhlou modernizaci. Rusko toho nemělo mnoho zboží přímo na export a naopak potřebovalo dovézt celou řadu výrobků. Byly vyváženy kožešiny, které však nepředstavovaly větší podíl exportu. Vyváželo zejména své obilí a aby vyrovnalo svoji finanční krizi tak se tento vývoz postupně zvětšoval. V letech 1881–1885 byl průměrný vývoz 80 milionů pudů, o 20 let později 301 miliónů pudů obilí (1 pud = 16,38046 kg). Tento obchod kladl značný tlak na dopravu. . Teprve v 19. století začala mít větší význam železnice. To se projevovalo i na její výstavbě, které se promítala v celé řadě dalších odvětví, jako byla například výroba oceli. Ruské železnice měly však jiný rozchod než měly železnice v Evropě, proto také například železniční spojení z Varšavy do Krakova, Vratislavi a Vídně, která se nacházela v Ruském impériu a které bylo možné od 1. října 1848 využívat prostřednictvím Pruské dráhy (Hornoslezská dráha a Wilhelmova dráha) a přes Bohumín (Severní dráhou císaře Ferdinanda) byla realizována jiným rozchodem. Důležitá železnice z Moskvy do Sevastopolu dorazila roku 1875. Význačnou roli v rozvoji dopravy a presentaci Ruska sehrála výstavba Transsibiřské magistrály z Moskvy do Vladivostoku, která měřila 9288 km a jejíž výstavba trvala 26 let, což představovalo výstavbu přibližně 60 km měsíčně. Koncem století se v Rusku stavělo až 3000 km železnic ročně a v té době bylo Rusko po USA druhým největším stavitelem železnic. V 19. století byla doprava stále na nízké úrovni a obchodní cesty bylo třeba modernizovat. první Velký význam pro dopravu měla řeka Volha, kde již v roce 1820 byl k vidění první parník, ale přesto ještě koncem 19. století zde vykonávalo práci až 300 000 burlaků. Po Volze se převáželo mimo obilí také sůl a ryby a později ropa a bavlna. Velký význam měly jarmarky v Nižním Novgorodě a obilní burza v Rybinsku. V zimě se zboží přepravovalo po umrzlé Volze. Mariinská vodní cesta v roce 1808 spojila povodí Volhy a Něvy. Později zde byl vybudován Volžsko-baltská vodní cesta či Volžsko-baltský průplav, který umožňuje i vodní spojení mezi Baltským a Černým mořem. Jeho velká modernizace a rekonstrukce proběhla v letech 1890–1896, kdy zde bylo zmodernizováno 38 zdymadel, z toho 30 v povodí Něvy. Bylo zde prokopáno 40 kilometrů nového kanálu s kamennými hrázemi a dílo se stalo chloubou Ruska.

## Revoluce

### Socialistická revoluce?
Termín socialistický revoluce a jeho vznik lze spojit s počátky Pařížské komuny, což byla radikálně socialistická a revoluční vláda, která držela moc na území Paříže od 18. března do 28. května roku 1871. Tato vláda byla potlačena v tzv. Krvavém týdnu francouzskou armádou. Debata o politických opatřeních a výsledcích Pařížské komuny měla značný vliv na myšlenky Karla Marxe, který jí označil za příklad „diktatury proletariátu“, tedy za přechodovou fázi mezi kapitalismem a komunistickou společností, v níž na sebe po úspěšné revoluci všechnu moc ve státě strhne dělnická třída a jejímž cílem je vybudovat socialismus. Socialistická revoluce dle K. Marxe též proletářská či komunistická revoluce je změna, která odstraňuje kapitalismus a ustavuje vládu proletariátu. Dělnická třída je označení pro pracující ve mzdě, která se počíná uplatňovat od poloviny 16. století u řemeslníků a rolníků. V Rusku se začal tento trend projevovat výrazněji v druhé polovině 19. století po zrušení nevolnictví. V roce 1879 po voroněžském sjezdu založil Georgij (Jiří) Plechanov stranu sociální demokracie, kterou nazval Černyj pereděl. V roce 1902 Lenin ve své práci Co dělat vyzývá k vytvoření revoluční, tedy politické strany pracujících, která bude hájit zájmy dělnické třídy v souladu s učením komunismu, tj. vytvořením diktatury proletariátu. Po vypuknutí rusko-japonské války v roce 1904 se nepokoje ve společnosti projevily počátkem roku 1905 při tzv. „krvavé neděli“, kdy carské úřady nechaly střílet do davu bouřících se obyvatel. V červnu 1905 proběhla vzpoura na křižníku Potěmkin a v prosinci téhož roku vypuklo ozbrojené povstání v Moskvě a tyto nepokoje přetrvávaly až do roku 1907. Po těchto nepokojích došlo sice k některým změnám, ale ani v tomto období se nepodařilo poměry zcela zkonsolidovat. Období 1905—1907 bývá proto označováno jako Ruská revoluce (1905). Nespokojenost se systémem poměrů si vynutila však alespoň částečnou změnu politického systému.

### Konečně správná revoluce?
Podrobné informace naleznete zejména v článcích Rozpad Ruska, Ruská revoluce (1905), Ruská revoluce (1917), Únorová revoluce, Říjnová revoluce, Mikuláš II. Alexandrovič
Car svým říjnovým manifestem, který reagoval na narůstající společenské problémy, slíbil občanská práva a zastupitelskou demokracií volbou parlamentu - Dum. V zemi začaly působit politické strany. Car měl však stále právo veta na všechny zákony, které Duma schválila. Vše se postupně měnilo a čekalo se na další řešení problémů. Pokračováním měla být Ruská revoluce (1917). V  závěrečné fázi první světové války proběhla Únorová revoluce,  která  předcházela vypuknutí Říjnové revoluce, která proměnila Ruské impérium v historicky první komunistický stát světa.  Rozpad impéria je spojen s vznikem a uznáním Finska, Polska, Estonskoa, Lotyšska, Litvy a Tuvinské lidové republiky a ztrátou Moldavska, které bylo připojeno k Rumunsku. Možné příčiny rozpadu jsou předmětem samostatných politologických a filosofických úvah, které jsou uvedeny na samostatné stránce Rozpad Ruska.